# À la verticale de l'été
Pour plus de détails, voir Fiche technique et Distribution.
À la verticale de l'été (Mùa hè chiều thẳng đứng) est un film franco-germano-vietnamien réalisé par Tran Anh Hung, sorti en 2000.

## Synopsis
Hanoï, de nos jours. Lien se rend au restaurant de ses deux sœurs pour y préparer comme tous les ans la cérémonie de célébration de l'anniversaire de leur mère (décédée). La famille entière est réunie, et chacune des sœurs se laisse aller à parler de ses joies et peines. Mais malgré l'harmonie familiale parfaite, chacun a bien entendu ses secrets.
L'intrigue, mêlant les histoires de couple des personnages qui sont frères et sœurs, se poursuit jusqu'à la préparation de la célébration de l'anniversaire du père (décédé) des personnages.

## Fiche technique
- Titre : À la verticale de l'été
- Titre original : Mùa hè chiều thẳng đứng
- Réalisation : Tran Anh Hung
- Scénario : Tran Anh Hung
- Production : Christophe Rossignon
- Musique : Tiêt Tôn-Thât
- Photographie : Mark Lee Ping-Bin
- Montage : Mario Battistel
- Décors : Benoît Barouh
- Costumes : Susan Lu
- Pays d'origine :  Viêt Nam,  France,  Allemagne
- Format : couleurs - 1,85:1 - DTS / Dolby Digital - 35 mm
- Genre : drame
- Durée : 112 minutes
- Dates de sortie : 18 mai 2000 (festival de Cannes), 24 mai 2000 (France), 6 septembre 2000 (Belgique)

## Distribution
- Tran Nu Yên-Khê : Lien
- Nhu Quynh Nguyen : Suong
- Le Khanh : Khanh
- Quang Hai Ngo : Hai
- Chu Hung : Quoc
- Manh Cuong Tran : Kien
- Le Tuan Anh : Tuan
- Ngoc Dung Le : Huong
- Ngo Quang Hai